# House M.D. Original Television Soundtrack
A House M.D. Original Television Soundtrack a Doktor House című televíziós sorozat zenéiből összeállított album, melyet a Nettwerk Records 2008. szeptember 18-án adott ki. A lemezen helyet kapott többek közt a sorozat eredeti főcímzenéje (Massive Attack - Teardrop) is, - amit Elizabeth Fraser énekel a Cocteau Twins együttesből, - de felkerült egy szám a televíziós személyiségeket, színészeket tömörítő együttes, a Band From TV repertoárjából.

## Dallista
1. Massive Attack – Teardrop
2. Gomez – See The World
3. Michael Penn – Walter Reed
4. Elvis Costello – Beautiful
5. Sarah McLachlan – Dear God
6. Joe Cocker – Feelin' Alright
7. Ben Harper – Waiting On An Angel
8. Jon Cleary & The Absolute Monster Gentlemen – Got To Be More Careful
9. Josh Rouse – God, Please Let Me Go Back
10. Lucinda Williams – Are You Alright?
11. Josh Ritter – Good Man
12. Band From TV – You Can't Always Get What You Want